# Wereldkampioenschappen moderne vijfkamp 1986
De wereldkampioenschappen moderne vijfkamp 1986 werden gehouden voor mannen en vrouwen in Montecatini Terme Italië. Er stonden vier onderdelen op het programma, twee voor de mannen en twee voor de vrouwen.

## Medailles

### Mannen
| Onderdeel   | Goud | Goud                                         | Zilver | Zilver                                 | Brons | Brons                                    |
| ----------- | ---- | -------------------------------------------- | ------ | -------------------------------------- | ----- | ---------------------------------------- |
| Individueel | ITA  | Carlo Massullo                               | ITA    | Daniele Masala                         | HUN   | Lajos Dobi                               |
| Team        | ITA  | Carlo Massullo Daniele Masala Cesare Toraldo | HUN    | Lajos Dobi László Fábián Attila Mizsér | FRA   | Christophe Ruer Didier Boubé Joël Bouzou |

### Vrouwen
| Onderdeel   | Goud | Goud                                                   | Zilver | Zilver                                   | Brons | Brons                                                   |
| ----------- | ---- | ------------------------------------------------------ | ------ | ---------------------------------------- | ----- | ------------------------------------------------------- |
| Individueel | URS  | Irina Kiseljova                                        | FRA    | Sophie Moressée                          | FRG   | Sabine Krapf                                            |
| Team        | FRA  | Sophie Moressée Caroline Delemer Nathalie Hugenschmitt | FRG    | Sabine Krapf Tanja Meyer Kathrin Kröning | ITA   | Fabrizia Alessandrini Barbara Boccolari Laura Romagnoli |

### Medaillespiegel
| Plaats | Land                     | Goud | Zilver | Brons | Totaal |
| 1      | Italië                   | 2    | 1      | 1     | 4      |
| 2      | Frankrijk                | 1    | 1      | 1     | 3      |
| 3      | Sovjet-Unie              | 1    | 0      | 0     | 0      |
| 4      | Bondsrepubliek Duitsland | 0    | 1      | 1     | 2      |
| 4      | Hongarije                | 0    | 1      | 1     | 2      |
| Totaal | Totaal                   | 4    | 4      | 4     | 12     |